# Университетская улица (Львов)
Университетская улица — в Галицком районе Львова (Украина), недалеко от исторического центра города, соединяет улицы Сечевых Стрельцов и Листопадового Чина. Хотя улица короткая, и на ней расположено только одно здание, она играет очень важную роль в жизни города.

## Название
Первое название улицы от 1871 года — Словацкого, в честь польского писателя Юлиуша Словацкого. Позже неоднократно переименовывалась, современное название получила в 1944 году в честь расположенного на ней Львовского университета.

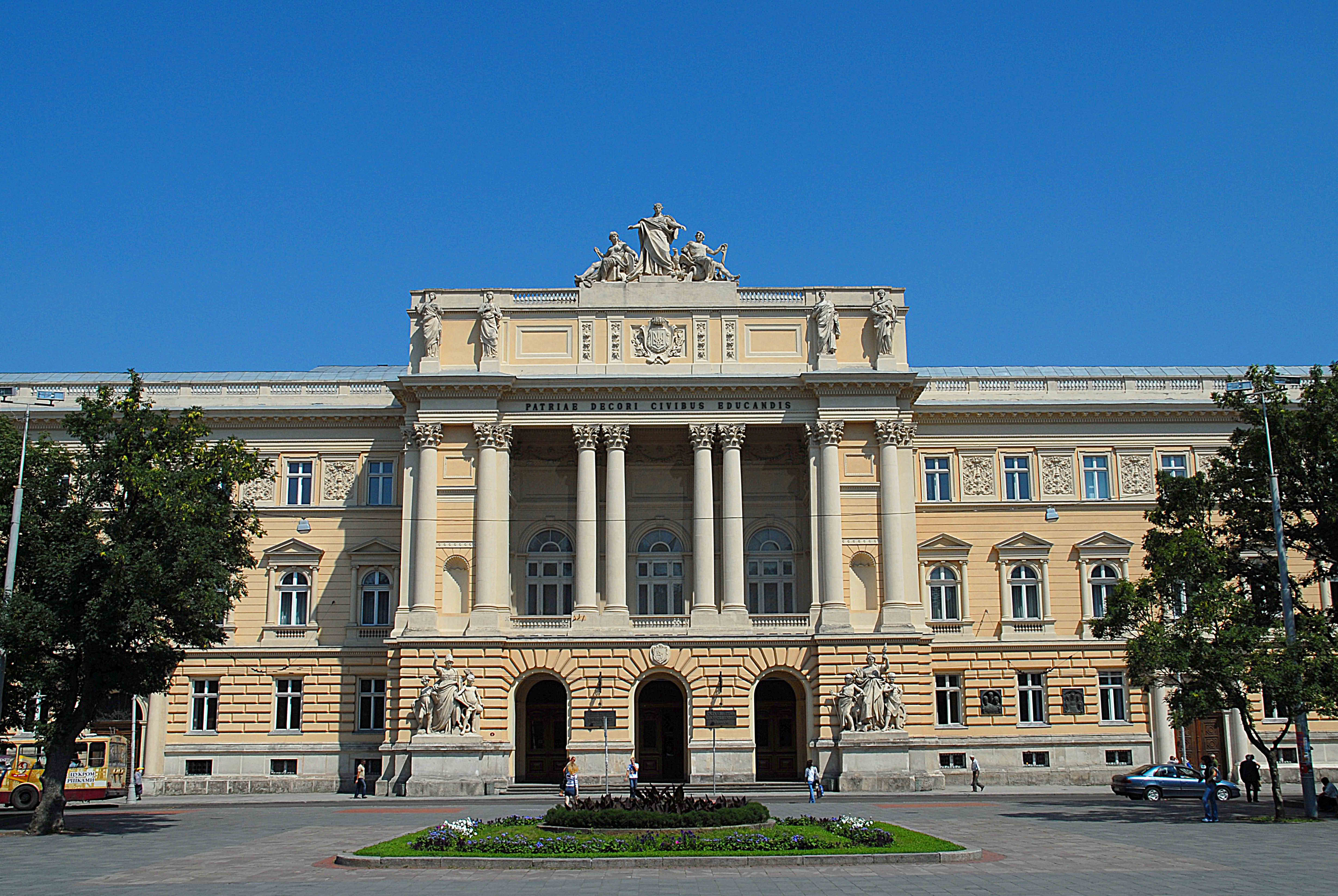
Главный учебный корпус университета

## Архитектура
На улице расположено только одно здание, но оно играет исключительную роль в жизни города — главный корпус Львовского национального университета имени Ивана Франка. Здание построено в 1877—1881 году для Галицкого сейма по проекту Юлиуша Гохбергера. Здание является памятником архитектуры в стиле историзма, также есть влияние неоренессансной архитектуры. Галицкий сейм работал в этом здании до 1914 года. В 1923 году в здании начал работать Львовский университет.
На площади перед университетом 30 октября 1964 года был установлен первый в Украине памятник Ивану Франку. Авторами проекта были известные львовские скульпторы и архитекторы Владимир Борисенко, Дмитрий Крвавич, Еммануил Мысько, Василий Одрехивский, Яков Чайка, Андрей Шуляр. Памятниик выполнен в стиле советского функционализма.

## Парк имени Ивана Франка
Непосредственно к улице примыкает старейший городской парк в Украине — имени Ивана Франко, площадь которого составляет 11,6 га. Парк заложен в XVIII веке как езуитский сад.

## События
Площадь перед Львовским университетом играет важнейшую роль в общественно-политической жизни города — именно здесь в 1988—1991 году проходили массовые митинги сторонников провозглашения Независимости Украины, также массовые митинги на университетской площади происходили и в следующие годы.

## Транспорт
Университетская улица играет важную роль в транспортном сообщение города — здесь находится крупнейшая конечная остановка ряда городских троллейбусных маршрутов, которые обеспечивают связь центра города с Зализничным, Франковским и Сиховским районами. Поскольку Университетская улица находится в центральной части Львова, по ней запрещено движение грузового транспорта. Легковые автомобили могут двигаться по Университетской улице только в направлении улиц Сечевых стрельцов и Словацкого, а троллейбусы и городские автобусы — только в направлении улицы Листопадового Чина.